# Razmaknuti ljulj
Razmaknuti ljulj ( lat. Lolium remotum), jednogodišnja raslinja iz porodice trava. Vrsta je ljulja čija su domovina Indija i Pakistan odakle je uvezena po drugim kontinentima, a raste i u Hrvatskoj.